# 北条兼寿丸
北条 兼寿丸（ほうじょう かねじゅまる）は、鎌倉時代後期の執権北条氏の一族。北条泰家の子。母は不明。北条貞時の孫。第14代執権・北条高時の甥。早世した。生没年不詳。